# Золотухин, Лев Фёдорович
Лев Фёдорович Золоту́хин (29 июля 1926 — 9 июня 1988) — советский актёр театра и кино. Заслуженный артист РСФСР (1963).
Отец актёра Дмитрия Золотухина.

## Биография
Родился 29 июля 1926 года.
В 1949 году окончил Школу-студию имени Немировича-Данченко. В 1949—1951 годах — актёр Ленинградского театра Комедии. В 1951—1954 годах работал в Рижском русском театре. В 1954—1983 годах — актёр МХАТа СССР им. М. Горького. С 1983 года до конца жизни работал в Малом театре.
В кино с 1958 года. Запомнился зрителям исполнением ролей военачальников.
Ушёл из жизни 9 июня 1988 года. Похоронен на Донском кладбище.

## Личная жизнь
Был женат на театральной актрисе Виктории Завгородней (1932-2023).
Сын — Дмитрий Львович Золотухин (1958).

## Награды и звания
- 1963 — Заслуженный артист РСФСР

## Фильмография
- 1958 — Капитанская дочка — майор Иван Иванович Зурин
- 1958 — Лавина с гор — Грицюк
- 1959 — Аннушка — Петр Денисов
- 1959 — Мечты сбываются — Иван Матвеевич Берест
- 1959 — Песнь о Кольцове — Кирилл
- 1960 — Русский сувенир — академик Иван Бобров
- 1960 — Слепой музыкант
- 1960—1961 — Воскресение — Бреве, обвинитель
- 1961 — Две жизни — председатель Выборгского Совета
- 1962 — Здравствуйте, дети! — профессор Иннокентьев
- 1963 — Без страха и упрёка — профессор Владимир Иванович Коваль, отец Вадика и Коли
- 1963 — Им покоряется небо — Гордеев Леонид Петрович
- 1964 — Криницы — Артём Бородка
- 1964 — Застава Ильича — отец Ани
- 1966 — Год как жизнь — Михаил Бакунин
- 1966 — Гравюра на дереве — Фёдор Артемьевич Кудрин
- 1966 — Иду искать — Кучумов
- 1967 — Особое мнение — начальник отдела кадров
- 1968 — Крах — Анатолий Васильевич Луначарский
- 1969 — Суровые километры — шофёр Стрельцов
- 1970 — 1972 — Руины стреляют… — Дмитрий Андреевич Короткевич
- 1971 — Офицер запаса — Ротару
- 1972 — Горячий снег — генерал Семён Иванович Яценко
- 1973 — Назначение — Елизаров
- 1974 — Блокада — полковник Павел Максимович Королёв
- 1974 — Рождённая революцией (7 серия «В ночь на 20-е») — начальник московской милиции
- 1974 — Повесть о человеческом сердце — Андрей Николаевич
- 1976 — Сибирь — Карпухин
- 1977 — Фронт за линией фронта — генерал в штабе Ермолаева
- 1978 — Дом строится — Владимир Александрович Гурин, директор проектного института
- 1979 — Молодость (киноальманах), фильм «Лаборатория» — Павел Егорович Сиротин, начальник
- 1979 — Выстрел в спину — Виктор Иванович
- 1979 — Старые долги — Тихон Спешнев, второй муж Надежды Николаевны
- 1981 — В последнюю очередь — Иван Павлович, сотрудник УГРО, отец Алика
- 1981 — Наше призвание — отец Ваньки Гарюхина
- 1982 — Через Гоби и Хинган — маршал Василевский
- 1983 — Экзамен на бессмертие — генерал-майор Переверзев, командир дивизии
- 1984 — Берег его жизни — император Александр III
- 1984 — Две версии одного столкновения — Андрей Терентьевич Добров
- 1985 — Знай наших! — главный арбитр
- 1987 — Христиане (дипломная работа сына) — Лев Аркадьевич, председатель суда

### Озвучивание мультфильмов
- 1971 — Аргонавты

### Дубляж фильмов
- 1968 — Ромео и Джульетта — монах Лоренцо